# Великий Перевіз
Вели́кий Переві́з — село в Україні, у Шишацькій селищній громаді Миргородського району Полтавської області. Населення становить 884 осіб. До 2015 орган місцевого самоврядування — Великоперевізька сільська рада.

## Географія
Село Великий Перевіз розташоване на лівому березі річки Псел, вище за течією на відстані 2 км розташоване село Баранівка, нижче за течією на відстані 1 км розташоване селище Шишаки. Річка в цьому місці звивиста, утворює лимани, стариці та заболочені озера. Поруч проходить автомобільна дорога Т 1720.

## Історія
За даними на 1859 рік у власницькому й козацькому селі Миргородського повіту Полтавської губернії, мешкало 797 осіб (432 чоловічої статі та 365 — жіночої), налічувалось 100 дворових господарств, існувала православна церква.
1845 року у селі бував Тарас Шевченко.
Станом на 1885 рік у колишньому державному та власницькому селі Баранівської волості мешкало 540 осіб, налічувалось 91 дворове господарство, існували постоялий будинок, лавка, кузня, 12 вітряних млинів й 2 маслобійних заводи.
За переписом 1897 року кількість мешканців зросла до 815 осіб (407 чоловічої статі та 408 — жіночої), з яких всі — православної віри.
12 червня 2020 року, відповідно до розпорядження Кабінету Міністрів України № 721-р «Про визначення адміністративних центрів та затвердження територій територіальних громад Полтавської області», село увійшло до складу Шишацької селищної громади.
19 липня 2020 року, в результаті адміністративно - територіальної реформи та ліквідації Шишацького району, село увійшло до складу новоутвореного Миргородського району Полтавської області.

## Економіка
- Молочно-товарна ферма (приблизно із 2018 року - розбирається на матеріали)
- Поблизу села  дитячий оздоровчий наметовий табір (на даний час відсутній).

## Об'єкти соціальної сфери
- Школа І-ІІ ст.

## Пам'ятки
- Шишацький дуб — обхват 6 м, висота 30 м, вік понад 600 років. Зростає в заплаві річки Псел, на острові серед боліт, між селами Баранівка і Великий Перевіз.

## Відомі люди

### Народились
- Заїка Олександр Степанович — заслужений працівник народної освіти УРСР, Заслужений працівник освіти України, педагог, поет
- Кононенко Пилип Петрович — український бандурист, співак (тенор), майстер з виготовлення бандур.